# Svein Heglund
Svein Heglund (né le 10 décembre 1918 à Kristiania — Oslo — et mort dans cette même ville le 18 juin 1998) est un aviateur norvégien et officier de la Royal Air Force (RAF).

## Biographie
Il est le pilote norvégien le plus efficace de la Seconde Guerre mondiale, réussissant 16 victoires — 7 Focke-Wulf Fw 190, 6 Messerschmitt Bf 109 et en tant que chasseur nocturne, 3 Messerschmitt Bf 110 — contre le Troisième Reich, dans le No. 331 Squadron RNoAF (en) et le No. 85 Squadron RAF. Il reçut la Croix de guerre norvégienne avec deux épées, ainsi que côté britannique l'Ordre du Service distingué et la Distinguished Flying Cross.
Il est officier de carrière dans l'armée norvégienne, avec le grade de major général à sa retraite en 1982.  Il dirige, entre autres, l'introduction de l'avion de chasse General Dynamics F-16 Fighting Falcon dans l'armée de l'air de son pays.
Ses mémoires relatant sa carrière dans la RAF, Høk over høk (« Faucon sur faucon »), ont été publiés en 1995.

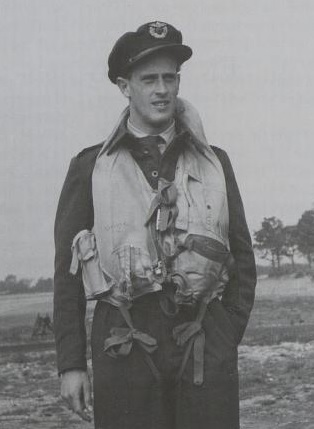
7 juin 1943.
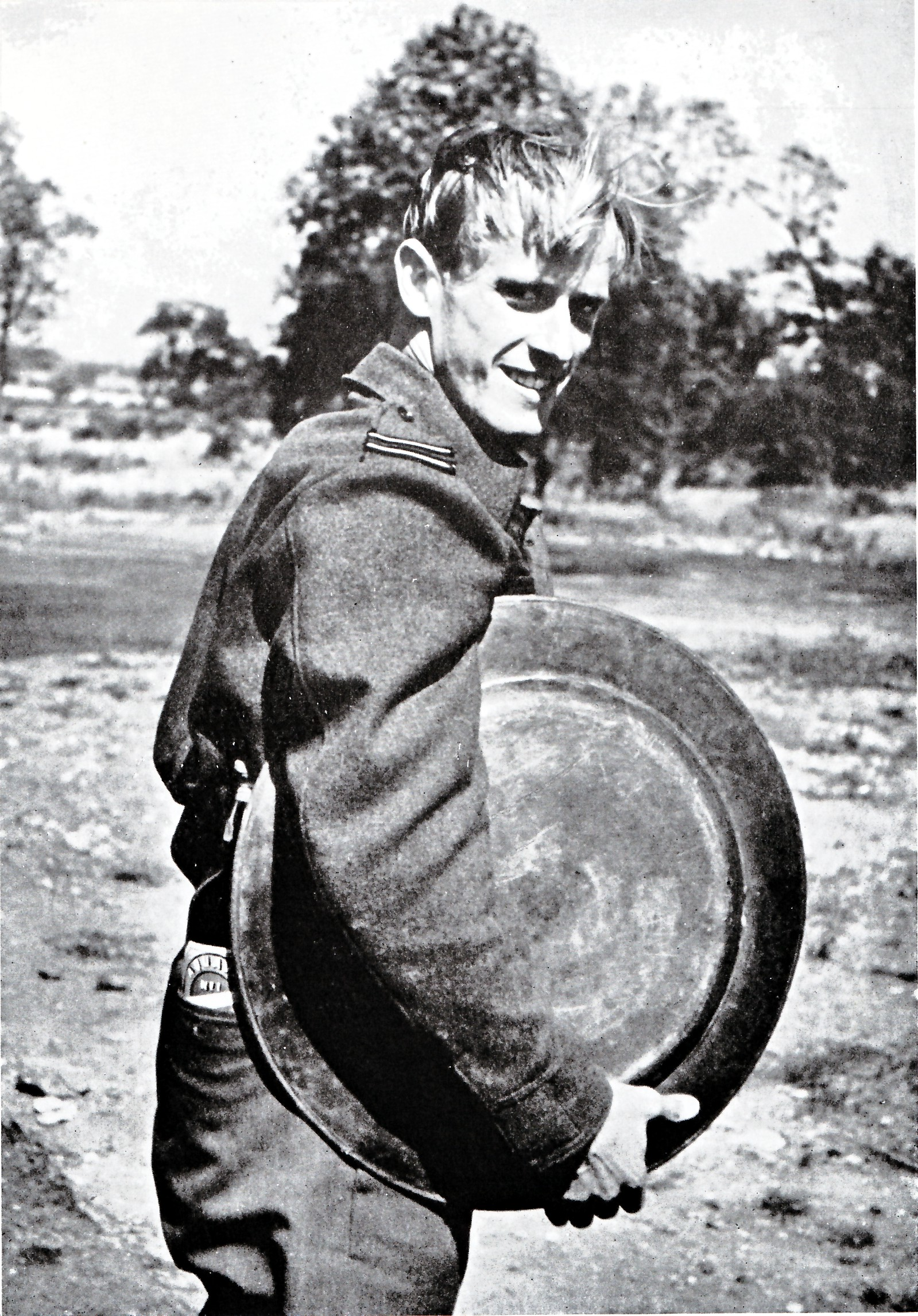
Août 1943.
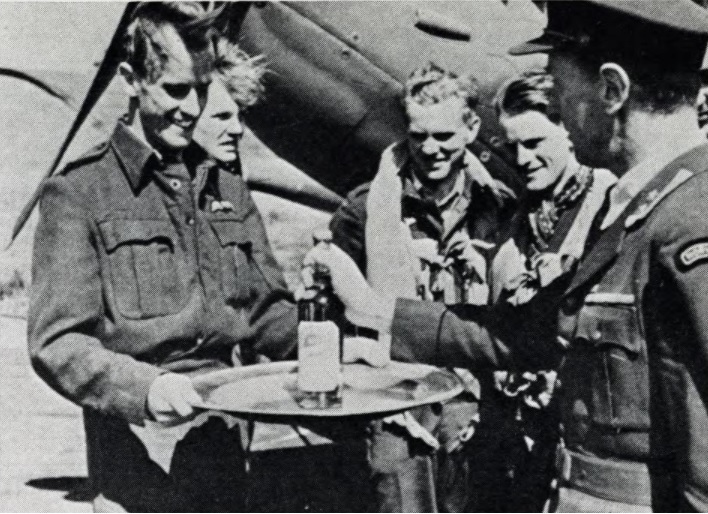
1943.